# Dera Ismail Khan (Distrikt)
Der Distrikt Dera Ismail Khan ist ein Verwaltungsdistrikt in Pakistan in der Provinz Khyber Pakhtunkhwa. Sitz der Distriktverwaltung ist die gleichnamige Stadt Dera Ismail Khan.
Der Distrikt hat eine Fläche von 9334 km² und nach der Volkszählung von 2017 1.627.132 Einwohner. Die Bevölkerungsdichte beträgt 174 Einwohner/km².

## Geografie
Der Distrikt befindet sich im Süden der Provinz Khyber Pakhtunkhwa, die sich im Norden von Pakistan befindet und grenzt an die Provinz Punjab.

## Demografie
Zwischen 1998 und 2017 wuchs die Bevölkerung um jährlich 3,45 %. Von der Bevölkerung leben ca. 22 % in städtischen Regionen und ca. 78 % in ländlichen Regionen. In 201.301 Haushalten leben 838.793 Männer, 788.294 Frauen und 45 Transgender, woraus sich ein Geschlechterverhältnis von 106,4 Männer pro 100 Frauen ergibt und damit einen für Pakistan häufigen Männerüberschuss.
Die Alphabetisierungsrate in den Jahren 2014/15 bei der Bevölkerung über 10 Jahren liegt bei 44 % (Frauen: 28 %, Männer: 60 %) und damit unter dem Durchschnitt der Provinz Khyber Pakhtunkhwa von 53 %.
| Jahr | Einwohnerzahl |
| ---- | ------------- |
| 1972 | 380.229       |
| 1981 | 494.432       |
| 1998 | 852.995       |
| 2017 | 1.627.132     |